# Osimertinib
Osimertinib, vendido sob a marca Tagrisso, é um medicamento usado para tratar o cancro de pulmão de células não pequenas (NSCLC) com certas mutações no gene EGFR. É tomado por via oral.
Os efeitos secundários comuns incluem diarreia, erupção cutânea, dor na boca, cansaço e inflamação do fígado. Outros efeitos secundários podem incluir pneumonite, prolongamento do intervalo QT, cardiomiopatia e inflamação ocular. O uso durante a gravidez pode prejudicar o bebé. É um inibidor de tirosina quinase.